# Pinilla del Campo
Pinilla del Campo es un municipio y localidad española de la provincia de Soria, en la comunidad autónoma de Castilla y León. El término municipal tiene una población de 18 habitantes (INE 2024).

## Geografía

Término municipal

Está ubicado en la comarca de Campo de Gómara y pertenece al partido judicial de Soria. El municipio, atravesado por el río Rituerto, tiene un área de 19,39 km². Desde el punto de vista jerárquico de la Iglesia católica forma parte de la diócesis de Osma la cual, a su vez, pertenece a la archidiócesis de Burgos.

## Medio ambiente
En su término e incluidos en la Red Natura 2000 los siguientes lugares:
- Zona Especial Protección de Aves conocida como Altos Campos de Gómara ocupando 116 hectáreas, el 6% de su término.[2]

## Historia

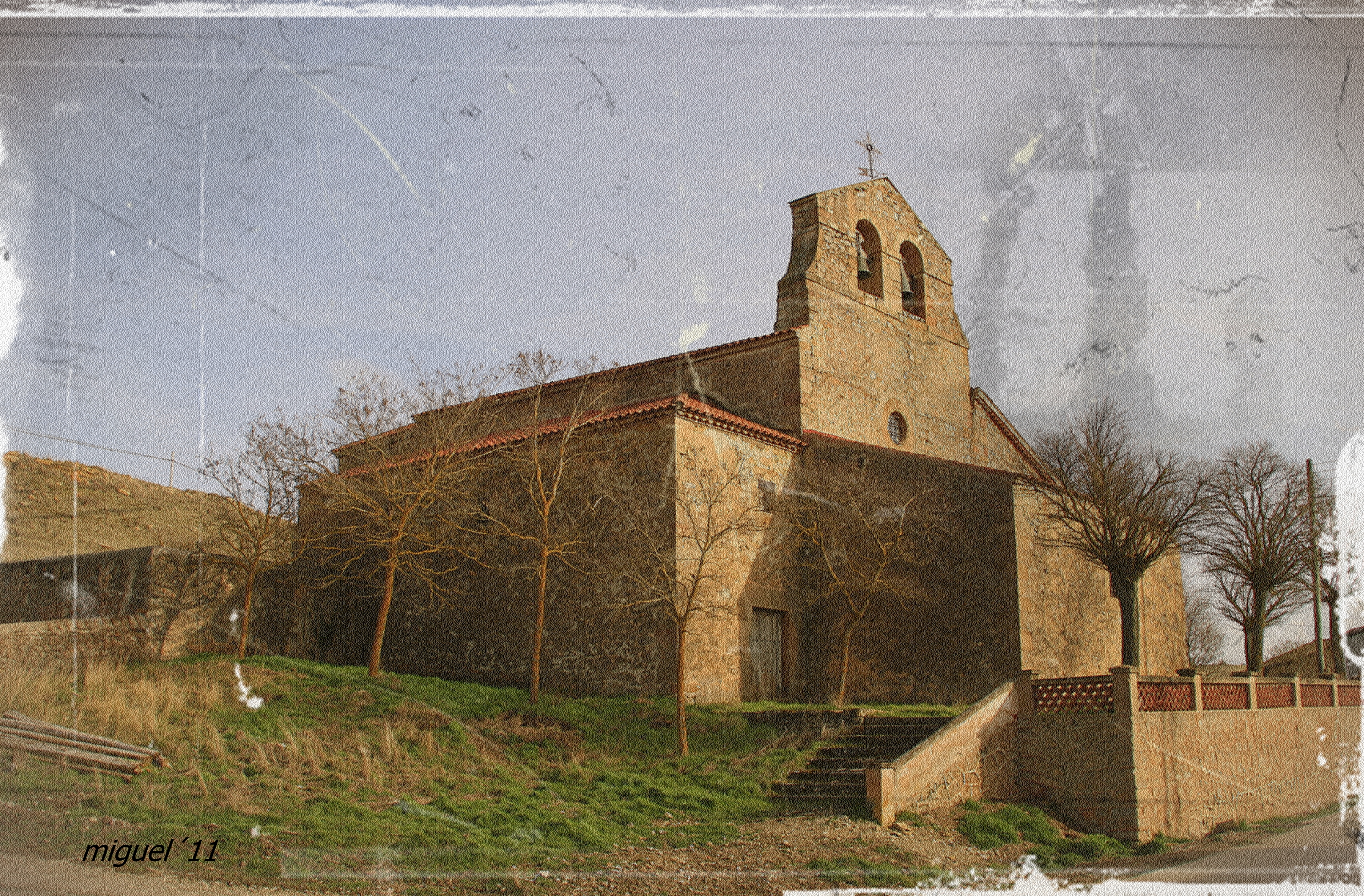
Iglesia de Nuestra Señora de la Asunción

El censo de Pecheros de 1528, en el que no se contaban eclesiásticos, hidalgos y nobles, registraba la existencia de 32 pecheros, es decir unidades familiares que pagaban impuestos.
A la caída del Antiguo Régimen la localidad se constituye en municipio constitucional en la región de Castilla la Vieja, partido de Soria que en el censo de 1842 contaba con 37 hogares y 150 vecinos.
La localidad aparece descrita en el decimotercer volumen del Diccionario geográfico-estadístico-histórico de España y sus posesiones de Ultramar de Pascual Madoz de la siguiente manera:

PINILLA DEL CAMPO: l. con ayunt. en la prov. de Soria (5 leg.), part. jud. de Agreda (3), aud. terr. y c. g. de Burgos (30), dióc. de Osma (15): sit. en llano, con buena ventilacion y clima frio. Tiene 42 casas, la consistorial, escuela de instruccion primaria frecuentada por 17 alumnos de ambos sexos, dotada con 200 rs., y una igl. parr. (la Asuncion de Ntra. Sra.) servida por un cura y un sacristan. térm.: confina con los de Hinojosa, Noviercas, Cardejon y Esteras; dentro de él se encuentran 2 fuentes de buenas aguas, una ermita (la Anunciacion) y los desp. de Villamediana v Villares. El terreno, fertilizado por el r. Rituerto, es llano y de mediana calidad; comprende un monte poblado de roble, espinos y zarzas, y una deh. de pastos. caminos: los que dirigen á los pueblos limítrofes. El correo se recibe y despacha en la cap. de prov. por un cartero. prod.: trigo puro, comun, centeno, cebada, avena, garbanzos, lentejas, guisantes, yeros, patatas, leñas de combustible y yerbas de pasto, con las que se mantiene ganado lanar, y las yuntas necesarias para la agricultura; hay caza de perdices, conejos y alguna liebre. ind.: la agrícola y recriacion de ganados. pobl.: 37 vec., 150 alm. cap. imp.: 39,016 rs., 16 mrs.
(Madoz, 1849, p. 36)

## Demografía
Cuenta con una población de 18 habitantes (INE 2024).
| Gráfica de evolución demográfica de Pinilla del Campo entre 1842 y 2021                                               |
| |
| Población de derecho según los censos de población del INE. Población de hecho según los censos de población del INE. |